# Индийска якана
Индийската якана (Metopidius indicus) е вид птица от семейство Яканови (Jacanidae), единствен представител на род Metopidius.
Подобно на останалите якани, те се хранят с водни лилии и други плаващи растения, като се придвижват по тях с дългите си стъпала и крака. Двата пола са сходни, но женските са малко по-едри и са в около 40% от случаите полиандрични - поддържат харем от мъжки по време на размножителния сезон по времето на дъждовните мусони. Мъжките са териториални, като един от тях в харема мъти яйцата и се грижи за малките. При заплаха мъжкият може да носи малките върху гърба си между крилата си.

## Разпространение
Видът е разпространен в |Южна и Югоизточна Азия - Бангладеш, Виетнам, Индия, Индонезия, Камбоджа, Китай, Лаос, Малайзия, Мианмар, Непал, Пакистан и Тайланд.